# Route départementale 138 (Yvelines)
Pour les articles homonymes, voir Route départementale 138.
La route départementale 138 ou D138, est une route du département français des Yvelines.
Commençant sur la commune de Saint-Léger-en-Yvelines, elle se termine à Montfort-l'Amaury.

## Localités traversées
- Saint-Léger-en-Yvelines
- Montfort-l'Amaury